# Boulevard de la Libération (Chaville et Viroflay)
Pour les articles homonymes, voir Boulevard de la Libération.
Le boulevard de la Libération est une voie de communication de Chaville, dans les Hauts-de-Seine, et de Viroflay, dans les Yvelines.

## Situation et accès
Le boulevard de la Libération suit d'abord un tracé sinueux, le long de la ligne de Paris-Montparnasse à Brest, vers le sud-ouest. À la hauteur de l'avenue Talamon, il se dirige plus vers le sud, en ligne droite, et coupe l'avenue Édouard-Branly, puis l'avenue Gaston-Boissier. Elle se termine place de Verdun, face à la gare de Chaville - Vélizy.

## Origine du nom

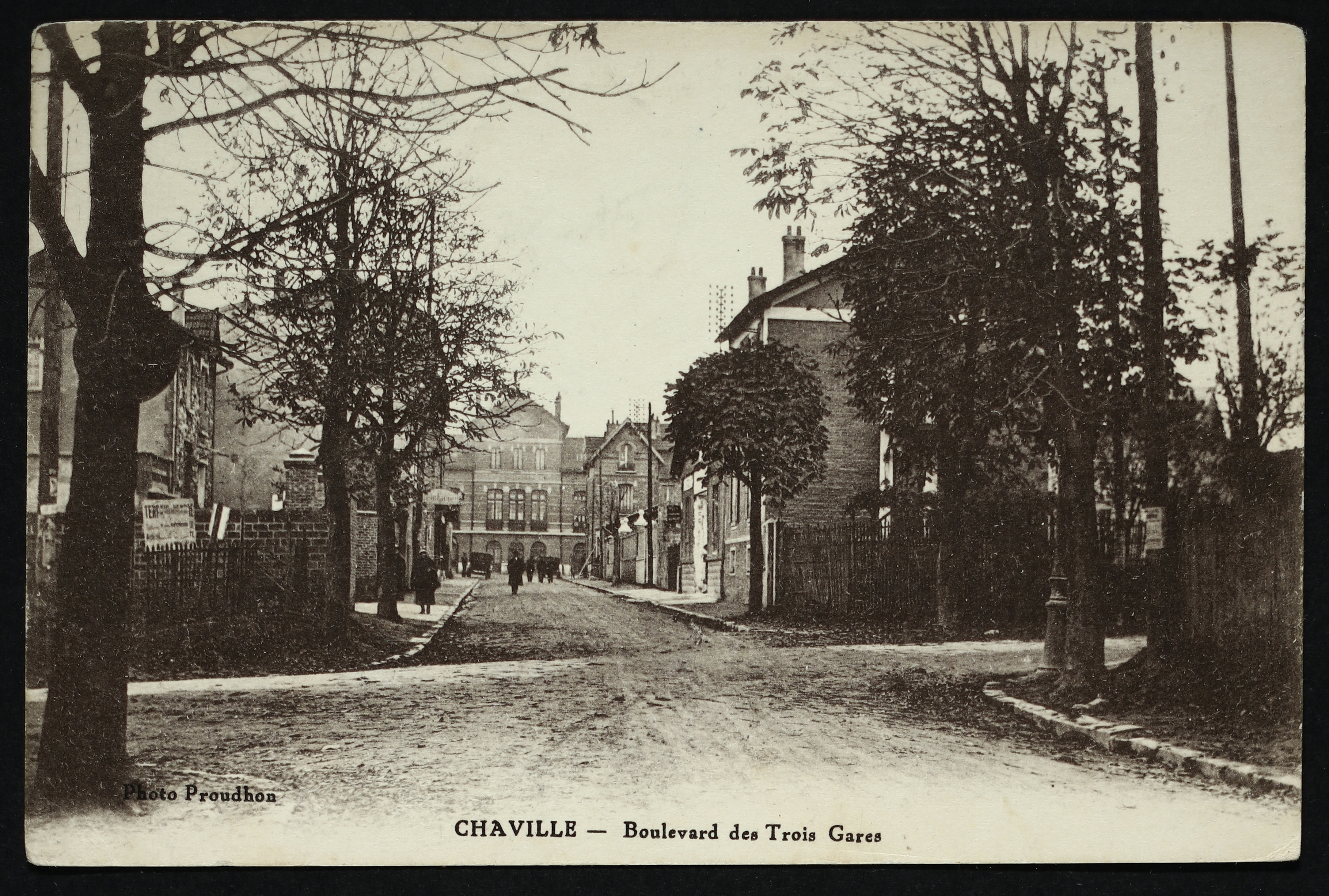
Carte postale du boulevard des Trois-Gares, vers 1900.

Dans sa partie située à Chaville, ce boulevard a été nommé en hommage à la Libération de la France, par délibération du Conseil Municipal en date du 9 décembre 1944. Le 26 février 1945, en accord avec la municipalité de Chaville, le conseil municipal de Viroflay décide à l’unanimité de procéder au même changement de nom.

## Historique
Cette voie était autrefois appelée boulevard Saint-Paul. Elle fut profondément modifiée et alignée en 1909 lors de la création du lotissement Saint-Paul, et on lui donna alors le nom de boulevard des Trois-Gares, car se tenant au centre de la gare de Viroflay-Rive-Gauche, de la gare de Chaville - Vélizy et de la gare de Chaville-Rive-Gauche.

## Bâtiments remarquables et lieux de mémoire
- Emplacement de l'ancien château de Chaville[7],[8].